# 黃蓮木癭蚜
黃蓮木癭蚜（学名：Baizongia pistaciae）为綿癭蚜科木癭蚜屬下的一个种。